# Републикански път III-666
Републикански път IIІ-666 е третокласен път, част от Републиканската пътна мрежа на България, преминаващ по територията на области Стара Загора и Пловдив. Дължината му е 23,2 км.
Пътят се отклонява надясно при 115,3 км на Републикански път II-66 в западната част на село Плодовитово и се насочва на северозапад през Горнотракийската низина. След 2,1 км пресича автомагистрала „Тракия“ и след като премине през селата Оризово и Гранит навлиза в Пловдивска област. Тук пътят преминава през селата Тюркмен и Чоба и в центъра на град Брезово се свързва с Републикански път II-56 при неговия 63,4 км.
| Пътища, отклоняващи се надясно (населено място, № на пътя, посока на пътя)                 | Км   | Пътища, отклоняващи се наляво (посока на пътя, № на пътя, населено място)      |
| ------------------------------------------------------------------------------------------ | ---- | ------------------------------------------------------------------------------ |
| Община Братя Даскалови, Област Стара Загора, II-66, 115,3 км, с. Плодовитово →             | 0,0  | → с. Плодовитово, 115,3 км, II-66, Област Стара Загора, Община Братя Даскалови |
| автомагистрала „Тракия“, 166 км ←                                                          | 2,1  | ← 166 км, автомагистрала „Тракия“                                              |
| (до 8,6 км на III-664) III-565, 35,9 км, с. Оризово ←                                      | 5,4  | ← с. Оризово, 35,9 км, III-565 (от 94,9 км на II-56)                           |
| (за с. Братя Даскалови) общински път, с. Гранит ←                                          | 10,9 | с. Гранит                                                                      |
| Община Брезово, Област Пловдив                                                             | 12,6 | Област Пловдив, Община Брезово                                                 |
| с. Тюркмен                                                                                 | 13,2 | с. Тюркмен                                                                     |
| с. Чоба                                                                                    | 18,5 | → с. Чоба, общински път (за с. Болярино)                                       |
| (от гр. Шипка) II-56, 63,4 км, гр. Брезово → (от гр. Чирпан) III-664, 32 км, гр. Брезово → | 23,2 | → гр. Брезово, 63,4 км, II-56 (до гр. Пловдив) .                               |